# Nieuws? Uit de natuur!
Nieuws? Uit de natuur! (tot 10 januari 2014: Nieuws uit de Natuur) was een televisieprogramma gericht op natuureducatie dat werd uitgezonden door de NTR. Het viel onder SchoolTV en werd van 1985 tot 2 mei 2014 uitgezonden.
Het programma werd gemaakt voor kinderen uit groep 5 en groep 6 van de basisschool. Het werd vaak in de klas vertoond als onderdeel van de biologielessen. De laatste afleveringen werden uitgezonden op vrijdagmiddag om 17.35 uur op NPO Zapp en waren daarna online te bekijken. Om 10.35 uur diezelfde dag werd de herhaling van de vorige aflevering uitgezonden.
Behalve het tv-programma werd er een website bijgehouden en was er een werkboekje met opdrachten. Het programma werd op 19 september 2014 opgevolgd door De Buitendienst.